# León Fernández Bonilla
León Fernández Bonilla (Alajuela, 17 de febrero de 1840 - 9 de enero de 1887) fue un historiador, abogado y diplomático costarricense. Se le considera el padre de la historiografía en Costa Rica.

## Biografía
Hijo de José León Fernández y Salazar y Sebastiana Bonilla y La Peña. Se casó con Isabel Guardia Gutiérrez, hermana del Presidente Tomás Guardia Gutiérrez y de cuyo matrimonio nacieron Ricardo Fernández Guardia, Clemencia Fernández Guardia y León Fernandez Guardia.
Después de enviudar de doña Isabel, tuvo una relación extramatrimonial con doña Romelia Barth. Su hijo Tomás Rafael de Jesús Fernández Barth nació el 29 de diciembre de 1883.
Desempeñó funciones como Secretario de Hacienda, en cuyo ejercicio fundó los Archivos Nacionales de Costa Rica. Fue Ministro Plenipotenciario de Costa Rica en Madrid.
Fue autor de numerosas obras históricas, entre las que destacan Historia de Costa Rica durante la dominación española y una monumental Colección de documentos para la historia de Costa Rica. Hombre de carácter muy vehemente y de pluma irónica, publicó también varios periódicos y estuvo exiliado en varias oportunidades. Se recuerda además su famoso duelo con el Canciller Eusebio Figueroa Oreamuno, al que dio muerte en el campo del honor en 1883; cuatro años más tarde, el joven Antonio Figueroa Espinach, hijo de don Eusebio, asesinó a don León.

## Legado
La Asamblea Legislativa de Costa Rica lo declaró Benemérito de la Patria el 28 de abril de 1994. 
La biblioteca del Ministerio de Relaciones Exteriores de Costa Rica lleva su nombre.